# Babrujsk
Babrujsk (rusky Бобруйск, bělorusky Бабруйск) je průmyslové centrum Mohylevské oblasti v Bělorusku s 227 tisíci obyvateli.

## Obyvatelstvo
Obyvatelstvo z 80 % tvoří Bělorusové, zbytek Rusové, Ukrajinci, Židé a Poláci. Jeho poloha je 110 km od Mogileva a 130 km od Minsku na dopravní tepně mezi Minskem a ukrajinským Kyjevem.

## Historie
Babrujsk patří k nejstarším sídlům v Bělorusku. První písemné doklady o tomto sídle se objevují kolem roku 1387. Stopy po slovanském osídlení pocházejí ale již z 5. a 6. století, jak dokládají četné archeologické průzkumy v oblasti. Město patřilo do Litevsko-ruského společenství, ale v minulosti byl často terčem různých dobyvatelů a politických změn. V roce 1917 se tam (tehdy v Bobrujsku) nacházel výcvikový tábor československých legionářů, který navštívil T. G. Masaryk. V současné době se nachází v Bělorusku.

### Název města
Název města (pův. Bobrujsk) pochází patrně z běloruského slova „bobjor“ (bobr). Patrně se tak stalo podle velkého množství bobrů v řece Berezině, kteří ale koncem 19. století z důvodu nadměrného lovu vyhynuli.

## Průmysl
Nachází se zde podnik na výrobu automobilových pneumatik Belšina, Babrujský strojírenský podnik a oděvní závod Slavjanka (spolupracující s několika evropskými a americkými oděvními podniky ), je zde také pivovar „Sjabar“.

## Sport a vzdělání
Ve městě se nalézá cca 45 středních škol a 3 hudební školy. Dále je zde umístěna část Běloruské státní ekonomické univerzity. K vědecké práci a edukaci slouží Babrujské krajinovědné muzeum. Ke kultuře města přispívá Babrujské dramatické divadlo. Dále je zde výtvarná škola. Jako kulturní a vzdělávací památka je ve městě vedena i Babrujská pevnost. Místní noviny se nazývají „Babrujský kurýr“. Ve městě působí také oddíl ledního hokeje s oddílem juniorů.
13. až 23. dubna 2010 organizovalo město a jeho Babrujsk-Arena spolu s Minskem a Minsk-Arenou mistrovství světa juniorů do 18 let v ledním hokeji.